# Vėžaičiai
Vėžaičiai is een plaats in de gemeente Klaipėda in het Litouwse district Klaipėda. De plaats telt 2033 inwoners (2001).